# دونال جيبسون
دونال جيبسون (بالإنجليزية: Donal Gibson)‏ هو ممثل أمريكي، ولد في 13 فبراير 1958 في بيكسكيل في الولايات المتحدة.

## أعمال

### أفلام
- (1995) قلب شجاع[1][2]
- (1998)  رحلة إلى عالم جديد[3]

## وصلات خارجية
- دونال جيبسون على موقع IMDb (الإنجليزية)
- دونال جيبسون على موقع ألو سيني (الفرنسية)
- دونال جيبسون على موقع أول موفي (الإنجليزية)
- دونال جيبسون على موقع قاعدة بيانات الأفلام السويدية (السويدية)
- دونال جيبسون على موقع قاعدة بيانات الفيلم (الإنجليزية)
- دونال جيبسون على موقع كينوبويسك (الروسية)